# عیاض الدین احمد
عیاض الدین احمد (انگلیسی: Iajuddin Ahmed؛ ۱ فوریهٔ ۱۹۳۱ – ۱۰ دسامبر ۲۰۱۲) یک سیاست‌مدار اهل بنگلادش بود.